# High Lonesome Sound
High Lonesome Sound ist das achte Studioalbum des US-amerikanischen Country-Musikers Vince Gill. Es erschien am 28. Mai 1996 unter dem Label MCA Nashville. Die zweite Version von High Lonesome Sound wurde orchestriert und gemeinsam mit Alison Krauss & Union Station aufgenommen.

## Titelliste
1. One Dance with You (Gill, Reed Nielsen) – 3:01
2. High Lonesome Sound (Gill) – 3:26
3. Pretty Little Adriana (Gill) – 3:47
4. A Little More Love (Gill) – 3:09
5. Down to New Orleans (Gill, Pete Wasner) – 4:18
6. Tell Me Lover (Gill) – 4:03
7. Given More Time (Gill, Don Schlitz) – 3:58
8. You and You Alone (Gill) – 3:27
9. Worlds Apart (ob DiPiero, Gill) – 5:43
10. Jenny Dreamed of Trains (Guy Clark, Gill) – 5:20
11. High Lonesome Sound (Gill) – 3:06

## Produktion
- Produktion: Tony Brown
- Engineering: Chuck Ainlay, Graham Lewis
- Mischung: Chuck Ainlay
- Mastering: Denny Purcell

## Rezeption
Allmusic-Kritiker Thom Jurek vergab drei von fünf möglichen Bewertungseinheiten für das Album. Gary Dretzka von Chicago Tribune vergab drei von vier Sternen für High Lonesome Sound. Richard Cromelin von der Los Angeles Times vergab drei von vier Punkten für das Album und stufte es als „gut“ ein. Entertainment Weekly Kritiker Tony Scherman bewertete das Album mit der Note „B-“.
Das Album erreichte Platz 24 der Billboard 200 und Rang drei der Billboard Country-Album-Charts. In Kanada belegte das Album die Plätze 45 und fünf der RPM-Album- und der Country-Charts. Die Singleauskopplung High Lonesome Sound erreichte Platz eins der kanadischen Country-Charts und Platz 12 der Billboard Country Songs. Die weiteren vier Auskopplungen erreichten jeweils folgende Positionen der US-amerikanischen und kanadischen Country-Single-Charts: Worlds Apart (#5, #6), Pretty Little Adriana (#2, #3), You and You Alone (#8, #8), A Little More Love die Plätze 2, 6 und Platz 56 der RPM Single-Charts.

## Verkäufe
| Land               | Verband      | Zertifikation | Verkäufe   |
| Kanada             | Music Canada | Gold          | +50.000    |
| Vereinigte Staaten | RIAA         | Platin        | +1.000.000 |